# Dronckaert
 (février 2021).
Si vous disposez d'ouvrages ou d'articles de référence ou si vous connaissez des sites web de qualité traitant du thème abordé ici, merci de compléter l'article en donnant les références utiles à sa vérifiabilité et en les liant à la section « Notes et références ».
Dronckaert, en flamand occidental Dronckaert et en néerlandais Dronkaard, est un hameau de la province de Flandre-Occidentale, en Belgique, faisant partie de la commune de Menin dans la section communale de Rekkem. Dronckaert se situe à la frontière de la Flandre et de la France. Le hameau est coupé en son centre par un carrefour giratoire, du nord-ouest au sud-est par la route nationale 366, vers Paradis et la Wallonie, et du nord-est au sud-ouest par la Rue du Dronckaert (Dronckaertstraat) (nl), vers Courtrai et la France. Le hameau s'articule entre ces deux voies de circulation. La plupart du terrain bâti se trouve du côté ouest de la nationale.

## Toponymie
Par simple traduction du néerlandais au français, Dronckaert comme Dronkaard signifie ivrogne, poivrot, traduisible aussi par tous ses synonymes tel que soulard.

## Histoire
Avant la fusion des communes de 1977 en Belgique, Dronckaert faisait partie de la commune de Rekkem, aujourd'hui, section communale de Menin.

## Communes et villages limitrophes
Le hameau est limitrophe de la commune française de Neuville-en-Ferrain et plus directement, d'un des hameaux de cette commune, Le Labyrinthe, mais aussi de la commune de Halluin. En Belgique, est limitrophe: Rekkem, Lauwe, Potijzer, Paradis et plus indirectement, Mouscron.